# Zandogo
Ne doit pas être confondu avec Sandogo.
Zandogo est une localité située dans le département de Kaya de la province du Sanmatenga dans la région Centre-Nord au Burkina Faso.

## Géographie
Zandogo se trouve au sud-est du lac de Dem en limite du site Ramsar. Le village est situé à 5 km au nord-est de Delga et à 14 km au nord-ouest du centre de Kaya, la principale ville de la région. Le village est à 1,5 km à l'est de la route nationale 15 reliant à Kaya à Kongoussi.

## Économie
L'économie de Zandogo, essentiellement agricole, bénéficie de la présence du lac de barrage de Dem pour l'irrigation de ses cultures maraîchères et vivrières.

## Éducation et santé
Le centre de soins le plus proche de Zandogo est le centre de santé et de promotion sociale (CSPS) de Delga tandis que le centre hospitalier régional (CHR) se trouve à Kaya.
Zandogo possède une école primaire privée.